# Плехов, Виктор Владимирович
Виктор Владимирович Плехов (1 мая 1927 — 14 октября 1998) — передовик советской строительной промышленности, машинист прокатной машины Саратовского завода технического стекла Министерства промышленности строительных материалов РСФСР, Герой Социалистического Труда (1971).

## Биография
Родился в 1927 году в деревне Вятка, ныне Усть-Ишимского района Омской области в русской крестьянской семье. Окончил семь классов школы. 
В 1945 году был призван в ряды Красной Армии. Служил в городе Москве в Кремлёвском полку. Участник Парада Победы в 1945 году. Далее проходил обучение в пограничном училище в городе Саратове, затем служил на Дальнем Востоке на границе. В 1957 году был уволен в запас.    
Вернулся в город Саратов на постоянное место жительство. Трудоустроился на строящейся завод технического стекла. Работал электромехаником. Вскоре был направлен на повышение квалификации и обучение новой профессии на стекольный завод в Гусь-Хрустальный. Там освоил профессию машинист проката широкогабаритного стекла. Выучил технологию проката, научился вырезать стекло. 
Вернувшись на завод участвовал в строительстве печей, а также принимал участие в монтажных работах и наладки оборудования. Именно он зажёг первый факел в печах 15 марта 1958 года, дав старт новому производству. В 1961 году по заказу Правительства страны было изготовлено стекло для Дворца съездов в Кремле.
Указом Президиума Верховного Совета СССР от 7 мая 1971 года за достижение высоких показателей в производстве строительных материалов Виктору Владимировичу Плехову было присвоено звание Героя Социалистического Труда с вручением ордена Ленина и медали «Серп и Молот.     
Проживал в городе Саратове. Умер 14 октября 1998 года. Похоронен на Елшанском кладбище.  

## Награды
За трудовые и боевые успехи был удостоен:
- золотая звезда «Серп и Молот» (07.05.19711)
- орден Ленина (07.05.1971)
- Орден Трудового Красного Знамени (28.07.1966)
- Медаль «За боевые заслуги» (03.12.1955)
- другие медали.